# WRC 10 FIA World Rally Championship
WRC 10 FIA World Rally Championship (o anche WRC 10 ) è un simulatore di guida prodotto da Kylotonn e Bigben Interactive, basato sul Campionato del mondo rally 2021, con licenza ufficiale. È il seguito di WRC 9 FIA World Rally Championship ed è stato pubblicato il 2 settembre 2021. È il quarto videogioco della serie prodotto anche per le console di ottava generazione.

## Auto classiche e bonus
In questo nuovo videogame vengono aggiunte anche 9 auto classiche oltre a quelle bonus che c'erano già negli ultimi 2 giochi precedente.

### Auto classiche
- Audi quattro
- Audi Sport quattro S1
- Ford Escort RS1800
- Ford Focus WRC
- Peugeot 205 T16
- Lancia Stratos
- Lancia 037
- Lancia Fulvia
- Lancia Delta HF Integrale
- Alpine-Renault A110 1800
- Volkswagen Polo R WRC
- Citroën DS3 WRC
- Citroën Xsara WRC
- Toyota Celica GT-Four
- Toyota Corolla WRC
- Toyota Yaris WRC
- Subaru Impreza WRC
- Mitsubishi Lancer Evolution

### Auto bonus
- Citroën C3 WRC
- Proton Iriz
- Porsche 911
- Toyota GR Yaris Rally1

## Novità nel calendario
In questo videogioco non vengono aggiunti i rally di: EKO Acropolis Rally of Gods, ACI Rally Monza, Arctic Rally Finland Powered by CapitalBox e Renties Ypres Rally Belgium che prendono il posto di: Svezia, Giappone, Cile e Gran Bretagna cancellati a causa della pandemia del Coronavirus.

## Calendario originale
- 89ème Rallye Automobile de Monte-Carlo
- 69th Rally Sweden
- Croatia Rally
- 54º  Vodafone Rally de Portugal
- 18º  Rally Italia Sardegna
- 68th KCB Safari Rally Kenya
- 11. Rally Estonia
- 70th Neste Rally Finland
- 77th Rally UK
- Copec Rally Chile
- 56º RallyRACC Catalunya-Costa Daurada - Rally de España
- Rally Japan